# Nicolae Gostar
Nicolae Gostar (n. 2 martie 1922, Deva, România – d. 23 octombrie 1978, Constanța, România) a fost un arheolog și istoric român.  

## Viața și activitatea
Nicolae Gostar s-a născut la 2 martie 1922, în Deva. Tot aici a absolvit studiile elementare și liceale. A urmat apoi, începând cu anul 1942, cursurile Facultății de Istorie din cadrul Universității din Cluj. În timpul celui de-al Doilea Război Mondial a luptat în cadrul armatei române. După ce a absolvit cursurile universitare, a fost numit, începând cu anul 1948, asistent la Universitatea din Cluj. Din 1957 a ocupat poziția de conferențiar al Facultății de Istorie și Filosofie din cadrul Universității „Alexandru Ioan Cuza” din Iași.
Principalul domeniu de interes al său a fost istoria Daciei dinainte și după cucerirea romană. În studiile sale, Nicolae Gostar a abordat subiecte precum costobocii, vămile și cultele autohtone din Dacia romană și diferite chestiuni de geografie istorică. A realizat, de asemenea, lucrări de epigrafie greacă și romană.
În cariera sa arheologică a efectuat numeroase săpături arheologice în Transilvania, la cetățile dacice din Moldova și la șantierul arheologic de la Adamclisi.

## Opera
- „Vămile Daciei” în Studii de Istorie Veche, nr. I, 1951, pp. 165-181.
- „Inscripții și monumente din Germisara”, în Contribuții la cunoașterea regiunii Hunedoara, Deva, 1956, pp. 57-99.
- „Inscripții de pe lucernele din Dacia romană”, în Arheologia Moldovei, nr. I, 1961, pp. 149-209.
- „Cetăți dacice din Moldova și cucerirea romană la Nordul Dunării de Jos”, în Apulum, nr. V, 1965, pp. 137-149.[5]